# Canadá nos Jogos Olímpicos de Verão de 1908
O Canadá participou dos Jogos Olímpicos de Verão de 1908 em Londres, no Reino Unido. Conquistou três medalhas de ouro, três medalhas de prata e dez de bronze, somando dezesseis no total.